# Taux de défruitement
 (décembre 2009).
 (mai 2021).

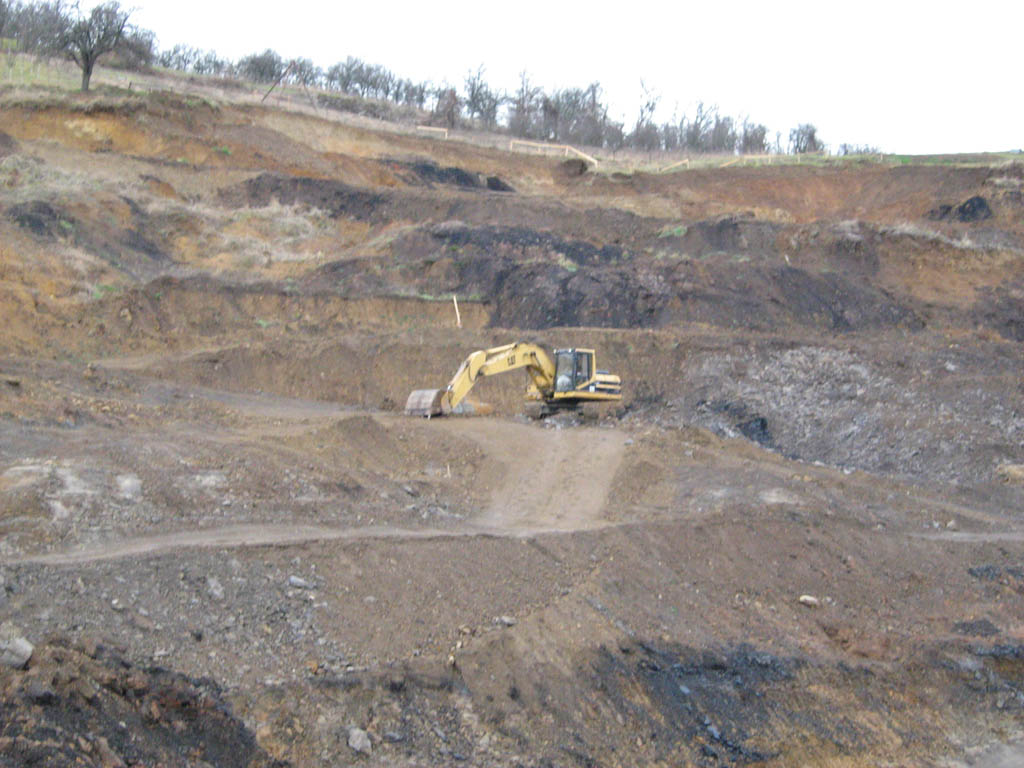
Mine à ciel ouvert de Ušće, Serbie. La houille est extraite dans trois horizons de sol.

Le taux de défruitement d'une mine est la proportion de minerai exploité (surface des galeries / surface totale).
- 70 % mine ancienne et très densément exploitée.
- 50 % mines ancienne
- 30 % mines aujourd'hui.